# Trappistinnenabtei Nazareth

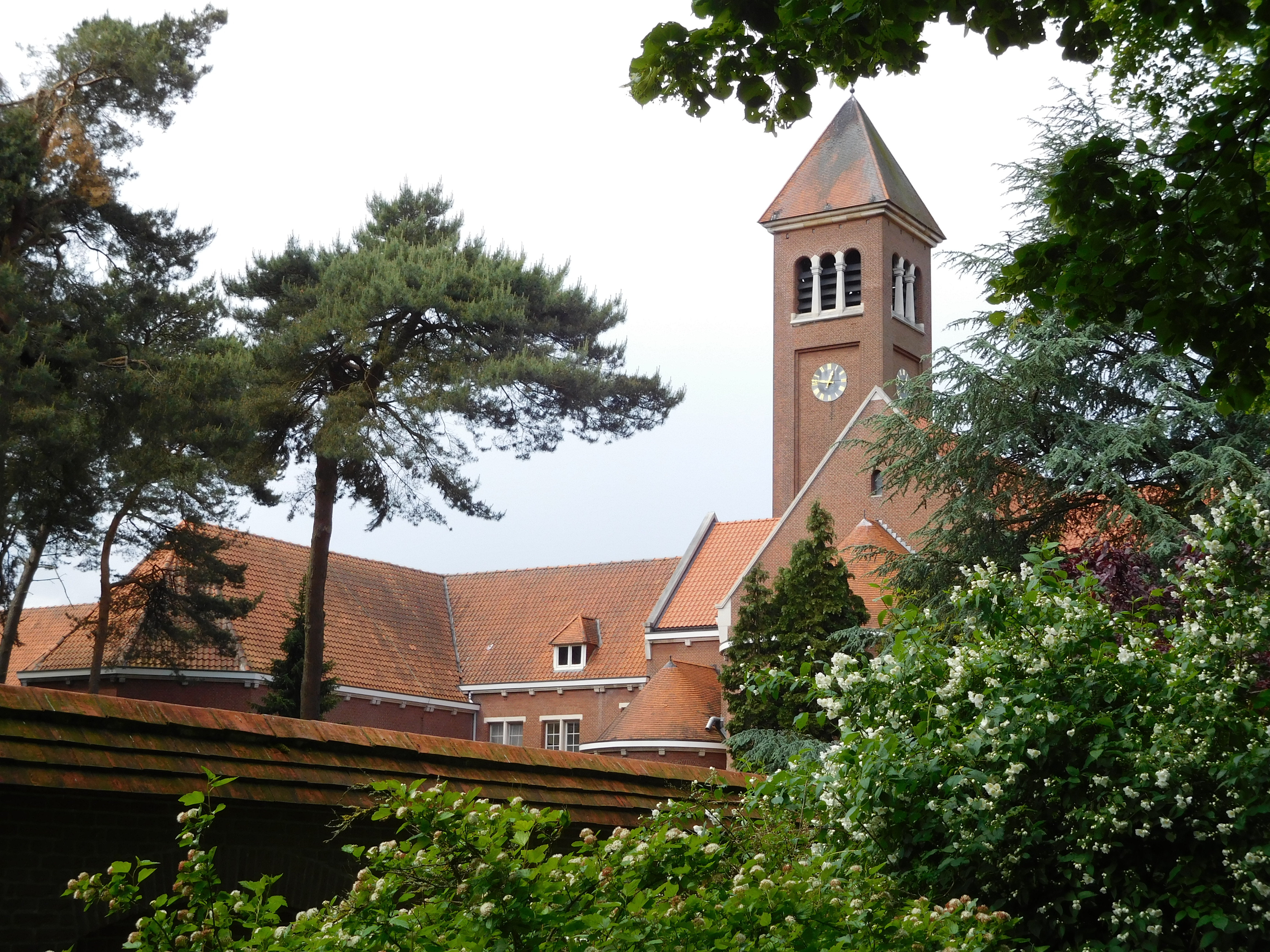
Abtei Nazareth

Die Trappistinnenabtei Nazareth (auch: Abtei Brecht) ist seit 1950 ein belgisches Kloster in Brecht, Bistum Antwerpen.

## Geschichte
Von 1236 bis 1797 lebte in Lier (Belgien) das Zisterzienserinnenkloster Abdij Onze-Lieve-Vrouw van Nazareth, dessen berühmteste Nonne die Mystikerin Beatrijs von Nazareth († 1268) war. Nach dem Zweiten Weltkrieg ergriff die Trappistenabtei Westmalle die Initiative zur Wiedererrichtung des Nonnenklosters, allerdings nicht in Lier, sondern in Brecht in unmittelbarer Nähe zu Westmalle. Ab 1945 errichteten die Mönche Gebäude, die 1950 von der Trappistinnenabtei Soleilmont mit 13 Nonnen besiedelt wurden (1951 zur Abtei erhoben). Die Entwicklung des Klosters verlief so gut, dass es 1962 und 1970 seinerseits Tochterklöster gründen konnte.

### Oberinnen und Äbtissinnen
- Agnès Swevers (1950–1960)
- Myriam Dardenne (1960–1963, dann Redwoods)
- Benedicta Geebelen (1963–1972, 1979–1990)
- Josepha Van Doren (1972–1979)
- Kirsten Butaye (1990–2002)
- Beatrijs Peeters (2002–)

### Gründungen
- 1962: Trappistinnenabtei Redwoods (Kalifornien)
- 1970: Trappistinnenpriorat Klaarland, zuerst in Hasselt (Belgien), seit 1975 in Lozen, Bocholt (Belgien)